# Pieve di Santa Maria a Spaltenna
La pieve di Santa Maria a Spaltenna è un edificio religioso che si trova a Gaiole in Chianti.

## Storia
La località di Spaltenna è ricordata fino dal 1030 in alcune pergamene della badia di Coltibuono. A Spaltenna fu trasferita la pieve di San Pietro in Avenano (1102-1110), che prese il nome di Santa Maria a Spaltenna e fu trasformata in pieve "munita". La chiesa di San Pietro in Avenano mantenne questo nome fino al 1153 quando, nella bolla di Anastasio IV al vescovo di Fiesole, essa veniva citata dal papa come pieve di Santa Maria a Spaltenna.
A fianco della pieve c'è la fattoria, ristrutturata . La fattoria con i locali monastici, beni posseduti da molte chiese, era un beneficio ambito dalle famiglie più ricche dell'epoca, che cercavano di averne il possesso: Santa Maria a Spaltenna divenne proprietà dei Ricasoli, già proprietari anche dei terreni e della fattoria della pieve di San Polo in Rosso.

## Architettura ed arte

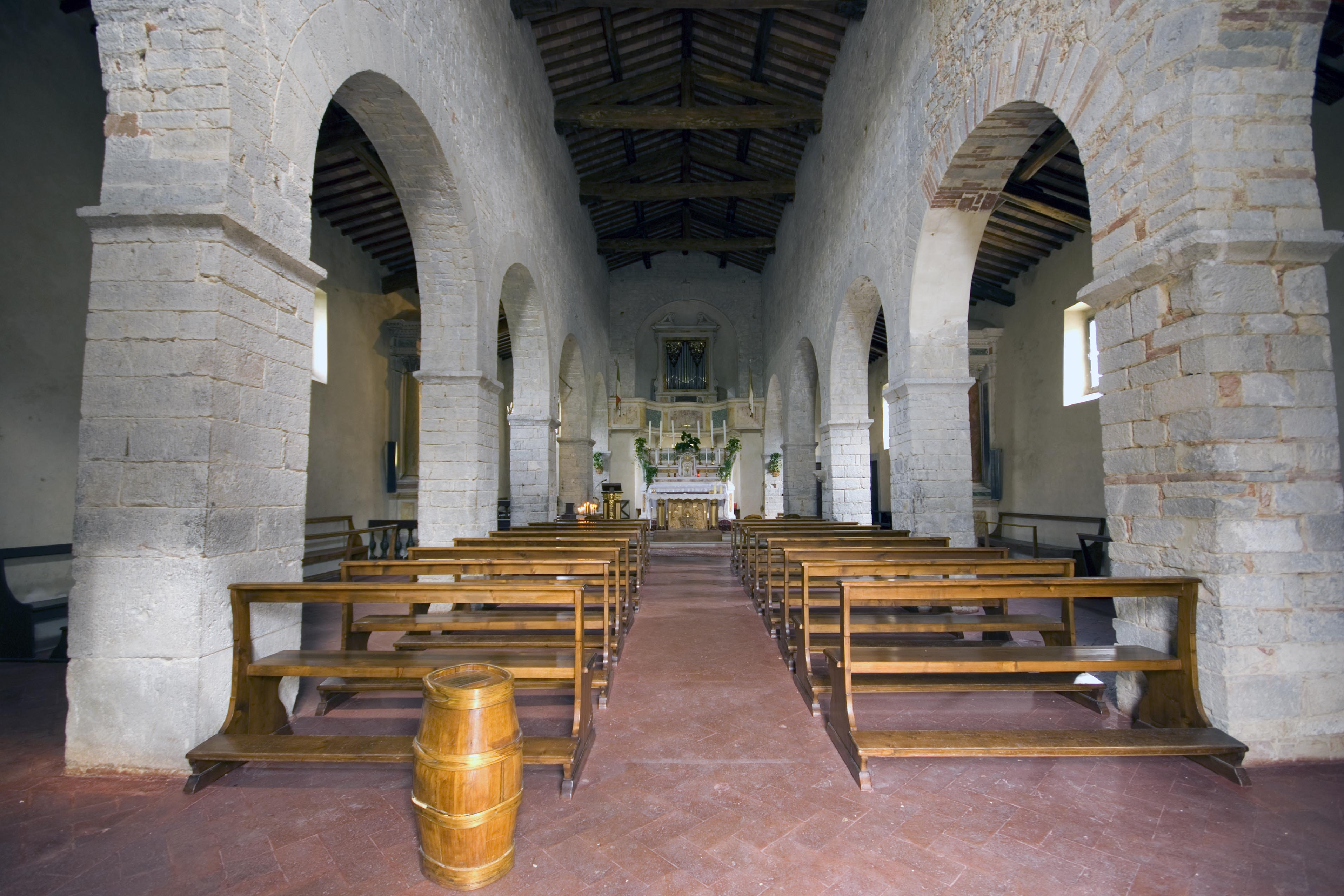
L'interno

È una chiesa romanica, con tre navate ed un'abside. Le sue mura e la torre campanaria sono costituite da filaretti di pietra alberese di colore cinerino. La facciata ha un'apertura rettangolare.